# Feja
Feja (Фея) è un film del 2020 diretto da Anna Melikjan.